# Оскархолл
Оскархолл (норв. Oscarshall) — дворец, ныне являющийся музеем, расположенный у небольшого фьорда Фрогнерхилен на полуострове Бюгдёй в Осло, Норвегия.

## История
Дворец был построен с 1847 по 1852 год датским архитектором Йоханом Хенриком Небелонгом по заказу короля Оскара I и королевы Норвегии и Швеции Жозефины. В 1881 году король Оскар II открыл дворец для посетителей в качестве музея.
Дворец с его второстепенными зданиями и окружающим его парком считается одним из лучших образцов неоготической архитектуры в Норвегии и одним из самых важных воплощений национального романтического стиля, который был популярен в Норвегии в тот период.
Интерьер был полностью спроектирован и украшен норвежскими художниками и ремесленниками. Стены обеденного зала украшены картинами Йоахима Фрича и Адольфа Тидеманда, а декор и мебель в гостиной напоминают стиль старой норвежской ратуши.
Оскархолл был продан королем Карлом IV норвежскому государству в 1863 году. Дворцу почти была отведена новая роль, когда в 1929 году было решено, что Оскархолл станет новой резиденцией наследного принца Олава и принцессы Марты. Однако эти планы так и не были реализованы, поскольку возникли как финансовые проблемы, так и политическая оппозиция. Позже ситуация разрешилась, когда Фриц Ведель Ярлсберг продал свое поместье Скаугум королевской чете. Сегодня он является собственностью государства и находится в распоряжении короля.

## Музей
В период с 2005 по 2009 год Оскархолл подвергся полной реконструкции и реставрации, в результате чего цвета и мебель вернулись к своему первоначальному стилю 1859 года. После завершения реконструкции Оскархолл был вновь открыт для посетителей.
В 2013 году королева Соня открыла галерею королевы Жозефины на территории Оскархолла. В галерее представлены графические гравюры и гравюры, созданные самой королевой в течение первого сезона.
Из-за масштабных строительных работ в парке, окружающем Оскархолл, летний дворец закрыт для посетителей в 2022 году.